# Steinkreise von Lacam de Rogues
 Die Steinkreise von Lacam de Rogues 1 + 2 liegen in Rogues südlich von Le Vigan im äußersten Westen des Département Gard in der Region Okzitanien in Südfrankreich.
Es ist eine von nur drei besser erhaltenen Megalithanlagen dieser Art im Gard. Die beiden anderen sind der Lacam de Peyrarines und der Lacam de la Rigalderie (je 30 Steine). Der Name Lacam stammt aus dem Okzitanischen, bedeutet „Ruhe“ und bezeichnet eine wüste oder ein moorige Gegend. 

## Lacam de Rogues 2

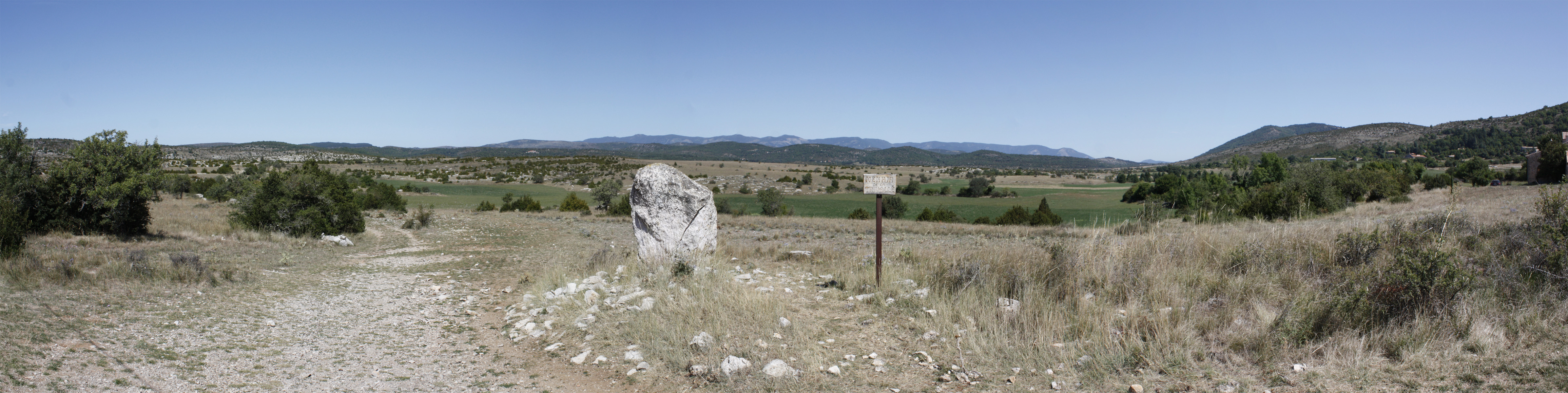
Menhir de la Trivallé

Die zentrale Säule dieses neolithischen, auch Cromlech genannten Steinkreises ist der einzige noch stehende Menhir. Er ist wenig mehr als einen Meter hoch. Der Steinkreis um ihn herum hat etwa 90,0 m Durchmesser, eine in Frankreich nur selten erreichten Größe. Es gibt noch viele Steine, aber alle sind umgefallen und zerbröckelt, da der weiße Kalkstein sehr fragil ist. Stücke von mindestens 30 Steinen sind noch erhalten, die meisten in der nördlichen Hälfte des Kreises. Die südliche Hälfte ist praktisch leer. Eine Feldmauer in der Nähe scheint einen großen Teil aufgenommen zu haben.
430 m entfernt liegen die Reste der Cromlech de Rogues 1.
In der Nähe liegen die weitgehend zerstörte Steinkiste von Lacam der stehende Menhir de la Trivallé und der umgestürzte Menhir Camp de Bouissière.